# Mohamad Hassan
Mohamad Hassan, född 1972 i Beirut i Libanon, är en svensk politiker (liberal). Hassans familj är kurder och levde som invandrare i Libanon när han föddes. År 1990 immigrerade han till Sverige, där han också blev medborgare år 1994.
År 1998 blev Mohamad Hassan aktiv inom Folkpartiet, numera Liberalerna, för vilka han 2002–2022 satt i Uppsala kommuns kommunfullmäktige. Hassan var även partiets gruppledare i kommunfullmäktige, ledamot i kommunstyrelsen, kommunalråd, och 2:e vice ordförande i Uppsalas idrotts- och fritidsnämnd samt i Region Uppsala och Uppsala kommuns gemensamma nämnd för kunskapsstyrning inom socialtjänst och angränsande hälso- och sjukvård. Han lämnade sina kommunalpolitiska uppdrag i samband med valet 2022.